# Catarman (Samar du Nord)
Catarman est une ville de 1re classe, capitale de la province du Samar du Nord aux Philippines.
Selon le recensement de 2010 elle est peuplée de 84 833 habitants.

## Barangays
Catarman est divisée en 55 barangays :
- Acacia
- Airport Village
- Bangkerohan
- Baybay
- Calachuchi
- Casoy
- Cawayan
- Dalakit
- Ipil-ipil
- Jose Abad Santos
- Jose P. Rizal
- Lapu-lapu
- Mabolo
- Molave
- Narra
- Sampaguita
- Santol
- Talisay
- Yakal
- UEP Zone I
- UEP Zone II
- UEP Zone III
- Aguinaldo
- Bocsol
- Cabayhan
- Cag-abaca
- Cal-igang
- Cervantes
- Cularima
- Daganas
- Doña Pulqueria
- Galutan
- Gebalagnan
- Gibulwangan
- Guba
- Hinatad
- Imelda
- Liberty
- Libjo
- Mabini
- Macagtas
- Malvar
- McKinley
- New Rizal
- Old Rizal
- Paticua
- Polangi
- Quezon
- Salvacion
- San Julian
- San Pascual
- Somoge
- Tinowaran
- Trangue
- Washington

## Démographie
| Année | Habitants | Évolution |
| ----- | --------- | --------- |
| 1995  | 61 705    | -         |
| 2000  | 67 671    | 9,67 %    |
| 2007  | 81 067    | 19,80 %   |
| 2010  | 84 833    | 4,65 %    |